# Jij en ik
"Jij en ik" (Tu e Eu, em português) foi a canção que representou os Países Baixos no Festival Eurovisão da Canção 1982 interpretado em neerlandês por Bill van Dijk. A canção tinha letra de Liselore Gerritsen, música de Dick Bakker e foi orquestrada por Rogier van Otterloo.
A canção é uma canção de amor com uma melodia simples. Van Dijk compara as forças da natureza e as estações do ano (os pássaros regressando das suas migrações e as árvores a começarem a ser carregadas de frutas) com o amor entre ele e a sua amada, chegando à conclusão que nenhum desses eventos pode ser interrompido.
A canção neerlandesa foi a 16.ª canção a ser interpretada, a seguir à canção israelita e antes da canção irlandesa Here today gone tomorrow, interpretado pela banda The Duskeys. No final da votação, a canção holandesa recebeu 8 votos e classificou-se em 16.º lugar.